# Épisodes de 24: Legacy
Chronologie
24: Live Another Day
Cet article présente la liste des épisodes de la série télévisée américaine 24: Legacy.

## Distribution

### Acteurs principaux
- Corey Hawkins : Eric Carter
- Miranda Otto (VF : Marie-Frédérique Habert) : Rebecca Ingram
- Anna Diop : Nicole Carter
- Teddy Sears : Keith Mullins, directeur de la Cellule anti-terroriste
- Ashley Thomas : Isaac Carter
- Dan Bucatinsky : Andy Shalowitz
- Coral Peña : Mariana Stiles
- Charlie Hofheimer : Ben Grimes
- Sheila Vand : Nilaa Mizrani
- Jimmy Smits : Sénateur John Donovan
- Raphael Acloque : Jadalla Ben-Khalid
- Gerald McRaney : Henry Donovan

### Acteurs récurrents et secondaires
- Kevin Christy : David Harris
- Kathryn Prescott : Amira Dudayev
- Zayne Emory : Drew Phelps
- Saad Siddiqui : Malik
- Dylan Ramsey : Rashid
- Tiffany Hines : Aisha
- Aynsley Bubbico : Amy Grimes
- Clyde Kusatsu : un sénateur américain
- Bailey Chase : Thomas Locke
- Daniel Zacapa : l'oncle de John
- Laith Nakli : Kusuma
- Bill Kelly : Officier Paul Vernon
- Jimmy Gonzales : Royo
- Carlos Bernard : Tony Almeida[1],[2]

## Diffuseurs
- Aux États-Unis, la saison a été diffusée du 5 février 2017 au 17 avril 2017 sur le réseau Fox ;
- Au Canada, la saison a été diffusée en simultanée sur le réseau Citytv[3] ;
- En France, la série a été diffusée sur SérieClub du 3 juin 2018 jusqu'au 17 juin 2018 puis sur W9 du 11 juillet 2019 jusqu'au 25 juillet 2019.

## Épisodes

### Épisode 1: Midi - 13H00 (12:00 P.M. - 1:00 P.M.)
- États-Unis /  Canada : 5 février 2017 sur Fox[4] / Citytv
- Québec : 18 septembre 2017 sur V[5]
- France : 
  - 3 juin 2018 sur Série Club
  - 11 juillet 2019 sur W9

- États-Unis : 17,58 millions de téléspectateurs[6] (première diffusion)

### Épisode 2: 13H00 - 14H00 (1:00 P.M. - 2:00 P.M.)
- États-Unis /  Canada : 6 février 2017 sur Fox / Global
- Québec : 25 septembre 2017 sur V
- France : 
  - 3 juin 2018 sur Serie Club
  - 11 juillet 2019 sur W9

- États-Unis : 6,22 millions de téléspectateurs[8] (première diffusion)

### Épisode 3: 14H00 - 15H00 (2:00 P.M. - 3:00 P.M.)
- États-Unis /  Canada : 13 février 2017 sur Fox / Global
- Québec : 2 octobre 2017 sur V
- France : 
  - 3 juin 2018 sur Serie Club
  - 11 juillet 2019 sur W9

- États-Unis : 5,14 millions de téléspectateurs[9] (première diffusion)

### Épisode 4: 15h00 - 16H00 (3:00 P.M. - 4:00 P.M.)
- États-Unis /  Canada : 20 février 2017 sur Fox / Global
- Québec : 9 octobre 2017 sur V
- France : 
  - 3 juin 2018 sur Serie Club
  - 11 juillet 2019 sur W9

- États-Unis : 4,42 millions de téléspectateurs[10] (première diffusion)

### Épisode 5: 16H00 - 17H00 (4:00 P.M. - 5:00 P.M.)
- États-Unis /  Canada : 27 février 2017 sur Fox / Global
- Québec : 16 octobre 2017 sur V
- France : 10 juin 2018 sur Serie Club

- États-Unis : 3,98 millions de téléspectateurs[11] (première diffusion)

### Épisode 6: 17H00 - 18H00 (5:00 P.M. - 6:00 P.M.)
- États-Unis /  Canada : 6 mars 2017 sur Fox / Global
- Québec : 23 octobre 2017 sur V
- France : 10 juin 2018 sur Serie Club

- États-Unis : 3,8 millions de téléspectateurs[12] (première diffusion)

### Épisode 7: 18H00 - 19H00 (6:00 P.M. - 7:00 P.M.)
- États-Unis /  Canada : 13 mars 2017 sur Fox / Global
- Québec : 30 octobre 2017 sur V
- France : 10 juin 2018 sur Serie Club

- États-Unis : 3,9 millions de téléspectateurs[13] (première diffusion)

### Épisode 8: 19H00 - 20H00 (7:00 P.M. - 8:00 P.M.)
- États-Unis /  Canada : 20 mars 2017 sur Fox / Global
- Québec : 6 novembre 2017 sur V
- France : 10 juin 2018 sur Serie Club

- États-Unis : 3,3 millions de téléspectateurs[16] (première diffusion)

### Épisode 9: 20H00 - 21H00 (8:00 P.M. - 9:00 P.M.)
- États-Unis /  Canada : 27 mars 2017 sur Fox / Global
- Québec : 13 novembre 2017 sur V
- France : 17 juin 2018 sur Serie Club

- États-Unis : 3,23 millions de téléspectateurs[17] (première diffusion)

### Épisode 10: 21H00 - 22H00 (9:00 P.M. - 10:00 P.M.)
- États-Unis /  Canada : 3 avril 2017 sur Fox / Global
- Québec : 20 novembre 2017 sur V
- France : 17 juin 2018 sur Serie Club

- États-Unis : 3,2 millions de téléspectateurs[18] (première diffusion)

### Épisode 11: 22H00 - 23H00 (10:00 P.M. - 11:00 P.M.)
- États-Unis /  Canada : 10 avril 2017 sur Fox / Global
- Québec : 27 novembre 2017 sur V
- France : 17 juin 2018 sur Serie Club

- États-Unis : 3,3 millions de téléspectateurs[19] (première diffusion)

### Épisode 12: 23h00 - Minuit (11:00 P.M. - 12:00 P.M.)
- États-Unis /  Canada : 17 avril 2017 sur Fox / Global
- Québec : 4 décembre 2017 sur V
- France : 17 juin 2018 sur Serie Club

- États-Unis : 3,42 millions de téléspectateurs[21] (première diffusion)